# Heinrich Hayek
Heinrich Hayek, vor 1919 Heinrich von Hayek (* 29. Oktober 1900 in Wien; † 28. September 1969 in Wien) war ein österreichischer Anatom.

## Leben
Heinrich Hayek wurde in Wien als Sohn des Mediziners und Botanikers August Edler von Hayek und Felicitas Hayek (geborene von Juraschek) mit dem Namen Heinrich Franz Felix Edler von Hayek geboren. Seine Gewister waren der spätere Gewinner des Alfred-Nobel-Gedächtnispreis für Wirtschaftswissenschaften Friedrich August von Hayek (1899–1992) und der Chemiker Erich Hayek (1904–1986). Heinrich Hayek heiratete im März 1933 Erika Saß (* 18. November 1905 in Swinemünde), mit der er zwei Kinder hatte.
Nach dem Besuch von Volksschule und Realgymnasium in Wien studierte er von 1923 bis 1924 an der Universität Wien Medizin und Naturwissenschaften. Im März 1924 promovierte er mit der Arbeit Über den Proatlas und über die Entwicklung der Kopfgelenke beim Menschen und bei einigen Säugetieren. Neben seiner Tätigkeit als Assistent am II. Anatomischen Institut der Universität Wien studierte er von 1924 bis 1929 Zoologie und promovierte mit der Arbeit Über das Schicksal des Proatlas und über die Entwicklung der Kopfgelenke bei Reptilien und Vögeln. Im Mai 1929 trat er eine Stelle als Vollassistent am Anatomischen Institut der Universität Rostock an. Im November 1930 habilitierte er sich dort mit der Arbeit Darmdach, Chorda, Hypochorda, Bursa pharyngea und ähnliche Bildungen in der Reihe der Wirbeltiere und war bis 1935 als Privatdozent für Anatomie und 2. Prosektor tätig.
Heinrich Hayek trat im November 1933 der SA bei, ab Dezember 1934 war er Mitglied im NS-Lehrerbund. Er beantragte im November 1937 die Aufnahme in die NSDAP und wurde zum 1. März 1938 aufgenommen (Mitgliedsnummer 5.518.677). Zu dieser Zeit war er bereits Direktor des Anatomischen Instituts der Deutschen Medizinschule für Chinesen (Tongji-Universität) in Shanghai, China. Die Universität Rostock hatte ihn 1935 für diesen Lehrauftrag drei Jahre freigestellt. Im Oktober 1938 kehrte Hayek nach Deutschland zurück und war bis Kriegsende an der Universität Würzburg tätig, zunächst als außerordentlicher, dann als ordentlicher Professor für Anatomie. Nach der Wiedereröffnung der Universität 1947 blieb Hayek bis 1952 in Würzburg und kehrte dann nach Wien zurück, wo er als Professor für Anatomie den Wiederaufbau des Anatomischen Instituts an der Universität Wien leitete. Im Studienjahr 1960/61 war Hayek Dekan der Medizinischen Fakultät.
Er war seit 1957 wirkliches Mitglied der Österreichischen Akademie der Wissenschaften. 1960 wurde er Mitglied der Deutsche Akademie der Naturforscher Leopoldina. Außerdem war er Mitglied der österreichischen TBC-Gesellschaft, der Königlich Flämischen Akademie der Heilkunde und Ehrenmitglied der Sociedad Mexicana De Anatomia. Hayek erhielt das Ritterkreuz des Dannebrogordens.

## Schriften
- Die Lunge der Säugetiere. 1955.
- Anatomie des Thorax und der Brustorgane. 1957.
- Die Lunge und Pleura der Primaten. 1960.
- mit Carl Toldt (Hrsg.): Anatomischer Atlas für Studierende und Ärzte. Urban & Schwarzenberg, München, 1968–1973. ISBN 978-3-541-02995-2, ISBN 978-3-541-03005-7, ISBN 3-541-02995-1, ISBN 3-541-03005-4.
- Die menschliche Lunge. Springer Berlin 2013. ISBN 978-3-662-11513-8